# 狼獾号列车 (美铁)
狼獾号现时是美鉄旗下的准高速旅客列車。现时全程489千米，西起芝加哥，经安娜堡、底特律，东至庞蒂亚克。
列车于1906年首次开行，至1968年屬紐約中央鐵路公司。1968年被賓州中央鐵路公司接管。 1971年5月1日，美鉄再次從賓州中央鐵路公司手中接管狼獾号，此後列车一直由美鉄運營至今。
2015年，列车年載客量為465,627人次。較比2014年477,157人次下降了0.3个百分点。“狼獾號列車”2015年度的總車票收入為1896萬美元，較比2014年度的1890萬美元下降0.3個百分點。

## 歷史

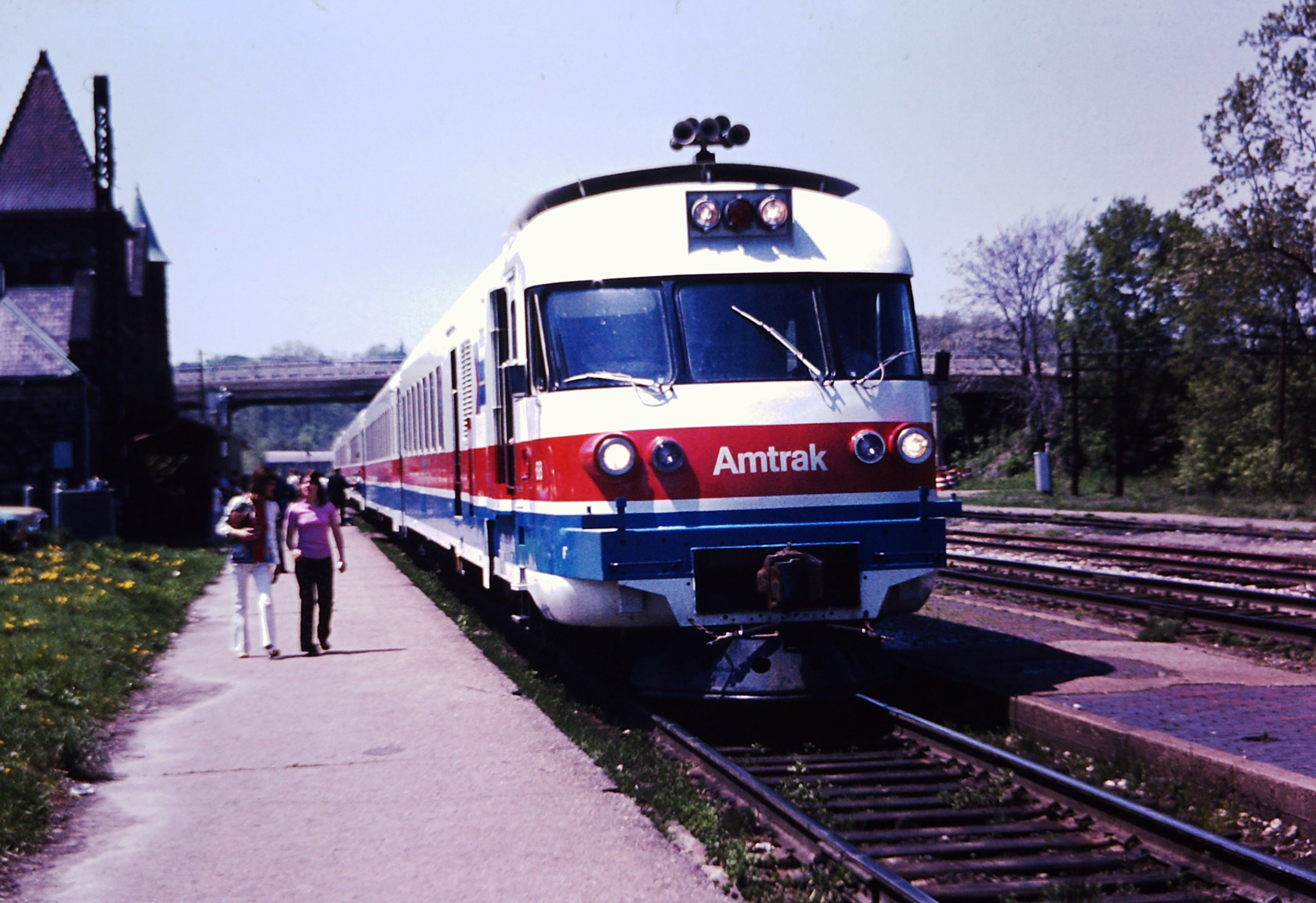
1975年时使用美铁燃气轮机动车组的Wolverine，拍摄于安娜堡站

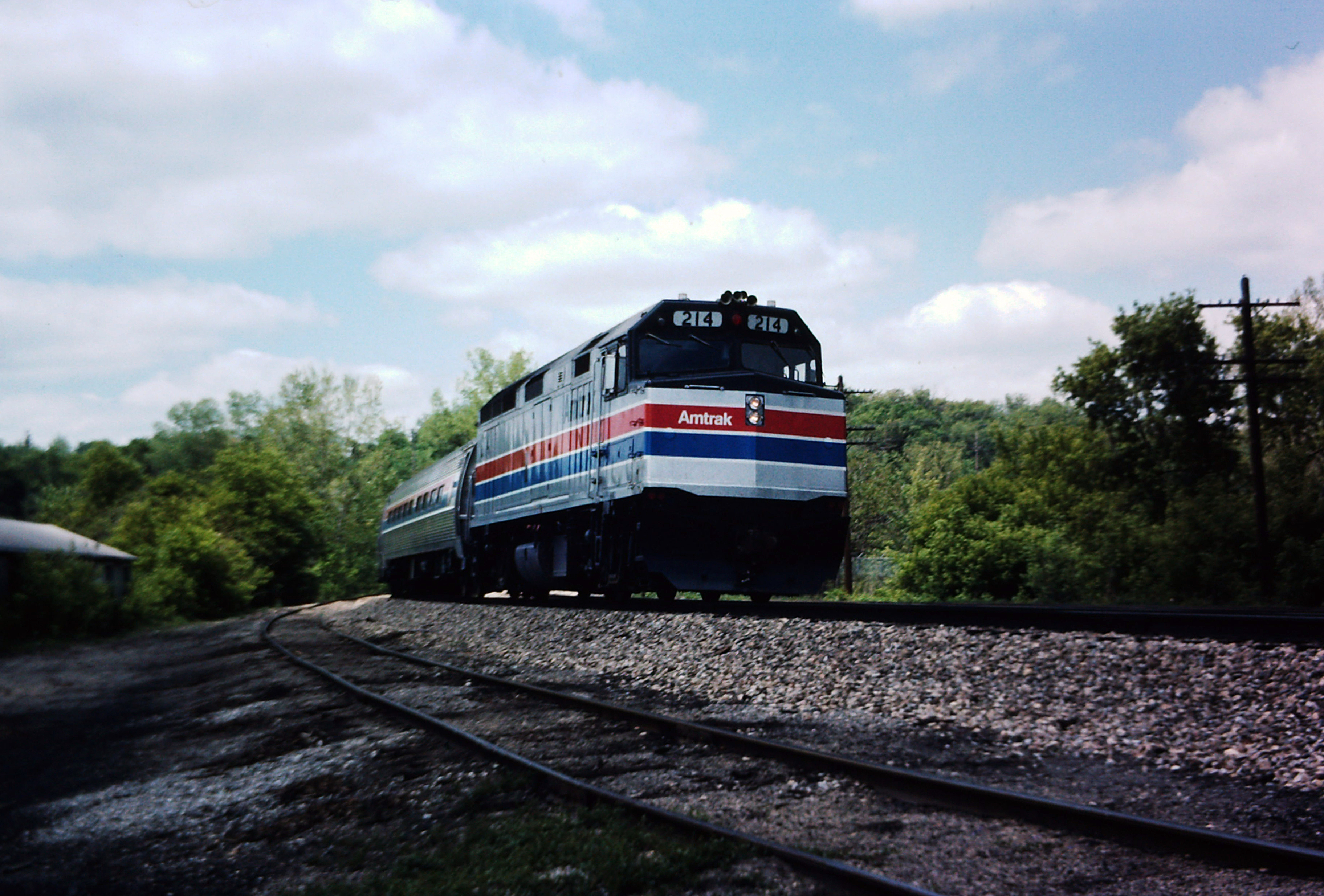
1976年改用F40PH型柴油机车牵引美铁普运型铁路客车的Wolverine

1971年，美铁从美国的私铁手中接管了包括由賓州中央鐵路公司运营的Wolverine在内的美国大部分铁路客运业务。在美铁接管Wolverine前夕，该列车是賓州中央鐵路公司在原密歇根中央铁路公司的路线上开行的3对运行在芝加哥和底特律之间的旅客列车之一。美铁接管这3对列车后，保留了其中两对，其中一对是Wolverine，另一对被美铁更名为圣克莱尔号列车。美铁接管Wolverine后，该列车缩线至底特律，不再途经加拿大安大略省西南部↔美国纽约州水牛城区间。1975年4月，美铁在芝加哥和底特律之间的铁路上引入法国制造的美铁燃气轮机动车组，并在这一线路上增加了第三对旅客列车，Wolverine随之改用美铁燃气轮机动车组。这3对运行在这一线路上的旅客列车的车次分别为350、351、352、352、354、355，这些车次一直沿用至今。这三列美铁燃气轮机动车组上线后，美铁取消了私铁时代的列车命名，开始提供运行在密苏里州圣路易斯↔威斯康星州密尔沃基间的旅客列车服务。这批动车组列车在1975年共计载客340,000人次，在1976年共计载客370,000人次。
这些美铁燃气轮机动车组因原賓州中央鐵路公司在密歇根州的铁轨状况过于糟糕，使得其无法发挥设计速度125英里每小時（201每小時）的优势。且这一时期5节编组的列车载客量仅为292人，无法满足需求。因而美铁铁在1976年3月开始更换铁路车辆，更换后的铁路车辆包括美铁普运型铁路客车。同年，美铁这批旅客列车恢复私铁时代的名字，其中包括Wolverine和“黄昏快车”。 1981年，美铁燃气轮机动车组型动车组全部退出该段铁路的运营。
1994年5月5日，美铁将Wolverine和“黄昏号快车”延线至庞蒂亚克。同时将Wolverine在底特律的停靠站由密歇根中央车站搬至新建的底特律站。 1995年，湖城号列车也将终点站由托莱多改至庞蒂亚克。
2004年，美铁再次废除原私铁时代的旅客列车命名，将上述3列旅客列车全部命名为Wolverine。
为应对客流增长，美铁在2010年9月2日至2010年9月7日间增加了Wolverine在芝加哥↔卡拉马祖之间的班次。这样做是美铁计划未来大幅增加列车班次前的试点。

### 升級爲准高速旅客列車

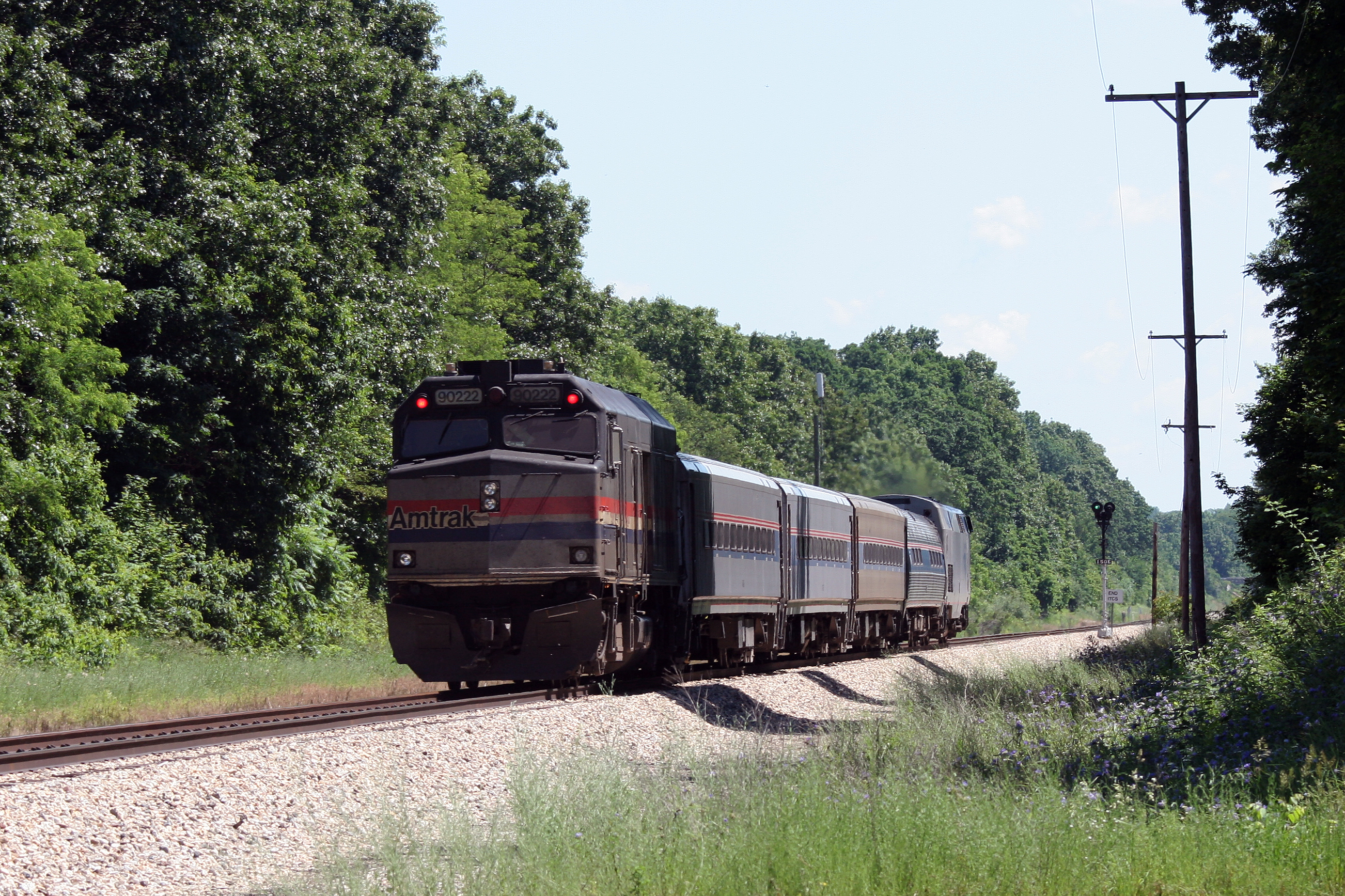
2009年时的Wolverine，拍摄于卡拉马祖一带。2012年时，该路段已提速至110 mph。

作为美国联邦快速铁路网络的一部分，Wolverine亦随之升级为准高速旅客列车。 2006年，美国聯邦鐵路管理局计划将底特律↔芝加哥间的铁路升级为快速铁路。 2010年10月，密歇根州收到来自美国联邦政府1.5亿美元资金，用于将卡拉马祖↔迪尔伯恩间的铁路提速至110英里/小时（180千米/小时）。 截至2016年，位于密歇根州的战斗溪↔杰克逊区段已完成提速改造，此次工程共更换26000根枕木、维修及安装15处道岔、对29处弯道进行截弯取直、改善23处平交道口。
Wolverine所使用的铁路线路中的印第安纳州波特（Porter）↔密歇根州卡拉马祖区段长97-英里（156-）的铁路线路为美铁自有，其为美铁除东北走廊外最长的自有铁路线路。 2002年1月起，美铁开始开展将这段自有铁路提速至110英里/小时（180千米/小时）的工程。
2012年12月，密歇根州交通部完成了购买诺福克南方铁路公司所属的卡拉马祖↔迪尔伯恩的长135英里（217）铁路的相关程序。 这使得美国政府出面维护并升级这段铁路变得更加容易，为2017年底将这段铁路提速至110-英里每小時（180-每小時）创造的有利条件。密歇根州交通部同时批准了伊普西蘭蒂以东的铁路线路复线化工程。
2019年8月，美铁开始考虑将东端终点延至多伦多。

## 途径线路

线路图

Wolverine所使用的线路部分为美铁自有，部分属诺福克南方铁路公司和加拿大国家铁路。详见：
- 诺福克南方铁路公司芝加哥铁路，芝加哥↔波特
- 美铁密歇根铁路（英语：Michigan Line），波特↔迪尔伯恩
- 加拿大国家铁路、加拿大太平洋铁路公司在美国的多条铁路

## 现停靠站
| 車站                     | 里程    |
| ------------------------ | ------- |
| 芝加哥聯合車站           | 0千米   |
| 哈蒙德-惠廷站            | 26千米  |
| 密歇根城站               | 84千米  |
| 新布法罗站               | 100千米 |
| 奈爾斯站                 | 143千米 |
| 多沃贾克站               | 164千米 |
| 卡拉马祖交通中心         | 222千米 |
| 战斗溪交通中心           | 257千米 |
| 阿尔比恩站               | 296千米 |
| 杰克逊站                 | 330千米 |
| 安娜堡站                 | 391千米 |
| 約翰·大衞·丁格爾交通中心 | 436千米 |
| 底特律站                 | 452千米 |
| 皇家橡树站               | 470千米 |
| 特洛伊交通中心           | 476千米 |
| 庞蒂亚克交通中心         | 489千米 |

## 现使用车辆

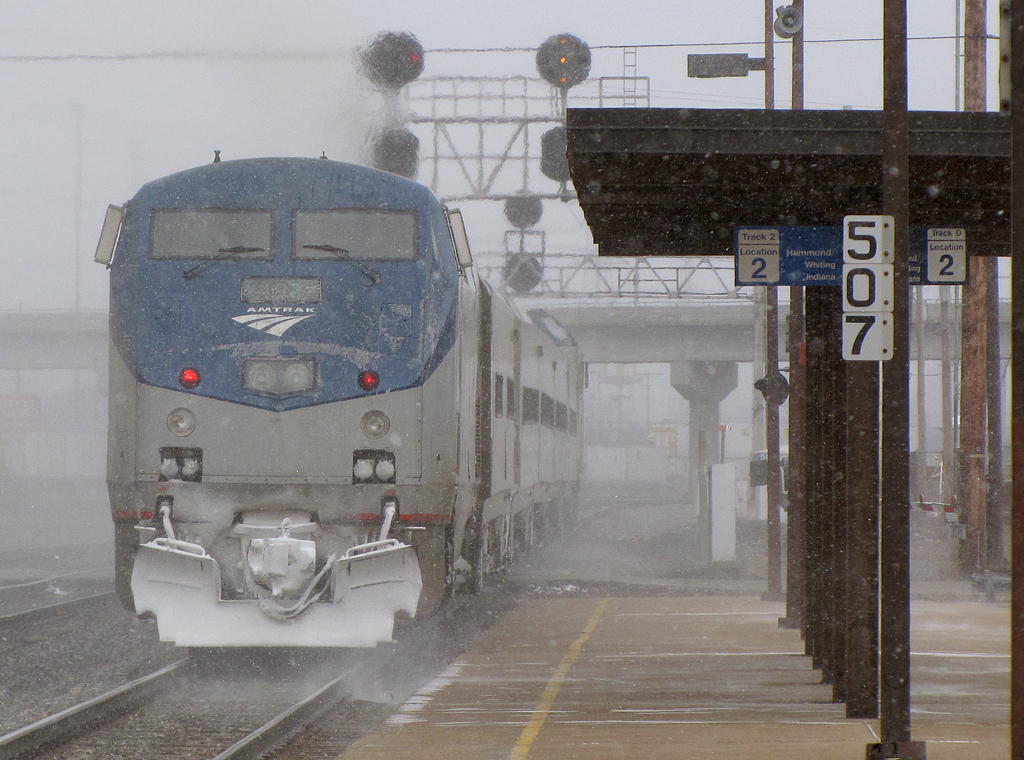
使用通用电气创世纪型柴电机车牵引地平线型铁路客车的Wolverine

截至2014年，Wolverine使用两台“通用電氣創世紀型柴電機車”牵引3到5节“地平线型铁路客车”及1节“美铁普运型铁路客车餐车/商务座合造车”。在冬季，有时还会加挂“美铁超运型铁路客车”（一种双层铁路客车）。两台机车通常采用推挽式牵引，但有时两台机车均会放在列车一端。因美国联邦铁路管理局要求由超过一台机车牵引且速度高于79英里/小时的列车必须能够联控，故Wolverine需加装联控装置。
2014年9月，密歇根州向西班牙铁路车辆制造商塔尔高表示计划出资5800万美元从塔尔高购买两列旅客列车，用于升级Wolverine。 这两列旅客列车为威斯康星州退订后封存的列车。 其人性化程度高于许多美铁之前在同一线路上使用的旅客列车。但在这一方案提出后，这批由塔尔高制造的旅客列车仍被封存在美铁的一处设施内。
据2016年3月30日的一份媒体报道，密歇根州计划和另外多个州一同购买“西門子衝鋒者柴電機車”，计划用于牵引“狼獾号列车”。
2014年至2018年间，密歇根州曾计划使用新型双层铁路客车取代现有的地平线型铁路客车和美铁普运型铁路客车。不过因参与竞标的双层铁路客车未能通过碰撞测试，最终改为采购由西门子公司制造的类似光亮綫使用的新型单层铁路客车。